# 宗像市立自由ヶ丘中学校
宗像市立自由ヶ丘中学校（むなかたしりつ じゆうがおかちゅうがっこう）は、福岡県宗像市朝町にある公立中学校。自由ヶ丘のヶは大きい方の「ケ」ではなく、小さいほうの「ヶ」を使用する。ただし、一般的には大きい方を用いる。

## 沿革
- 1982年
  - 4月 - 城山中学校の生徒増加に伴い分離開校(学級数13、生徒数477、教職員数23、初代校長:森下照清)
  - 9月 - 第１回大運動会
- 1983年
  - 2月 - 校旗贈呈式
  - 3月 - 第１回卒業式(卒業生149名)
  - 4月 - 第２回入学式(新入生186名)
  - 9月 - プール完成
  - 12月 - 特別教室完成(理科室、技術室、音楽室、家庭科室、美術室)
- 1984年
  - 9月 - ナイター設備完工
- 1985年
  - 2月 - 武道場完工
- 1986年
  - 9月 - 前庭舗装工事・植樹完了
- 1999年
  - 8月 - 中体連剣道全国大会出場(石川県)
- 2000年
  - 8月 - 中体連野球九州大会出場(熊本県)
- 2001年
  - 11月 - 創立20周年記念式典（卒業生：3890名）
- 2002年〜2004年
  - 文部科学省研究指定「学力向上フロンティアスクール事業」
- 2006年
  - 4月 - 自校方式給食開始

## 年間行事
- 1学期
  - 4月 - 離任式、赴任式、始業式、入学式、対面式、歓迎遠足、ＰＴＡ総会、家庭訪問
  - 5月 - 体育祭、交通安全教室
  - 6月 - 期末考査、生徒総会、部活動保護者会
  - 7月 - 部活動激励会、地域集会、避難訓練、宗像区中体連大会、終業式
- 2学期
  - 9月 - 始業式、エンジョイスクール(1年)、ワクワクＷＯＲＫ(2年)、観劇(3年)、中間考査
  - 11月 - 期末考査、進路説明会
  - 12月 - 三者面談、修学旅行、生徒会選挙、終業式
- 3学期
  - 1月 - 始業式、生徒会リーダー研修、新入生説明会
  - 2月 - 期末考査、３年生を送る会
  - 3月 - 卒業式、修了式

## 主な進学先
福岡県の第四学区（旧第五学区）にあり、福岡高校・宗像高校をはじめとする各校への進学者がほとんどを占める。ただし、地理的条件から校区外の東筑高校や折尾高校、修猷館高校などに進学する者もいる。

## 部活動
- 運動部
  - 野球部
  - サッカー部
  - 軟式テニス部
  - 男子バスケットボール部
  - 女子バスケットボール部
  - 女子バレーボール部
  - 陸上部（男女混合）
  - 女子ソフトボール部
  - 卓球部
  - 剣道部

- 文化部
  - 吹奏楽部
  - 美術部